# Полтевское сельское поселение
Полтевское сельское поселение — бывшее муниципальное образование в Чернском районе Тульской области.
Административный центр — село Полтево.
Законом Тульской области от 1 апреля 2014 года № 2082-ЗТО муниципальные образования Большескуратовское и Полтевское были объединены в муниципальное образование Тургеневское.

## Население
| 2010 | 2012  | 2013  | 2014  |
| ---- | ----- | ----- | ----- |
| 1873 | ↘1805 | ↗1832 | ↘1792 |

## Населённые пункты
В состав сельского поселения входил 61 населённый пункт:
деревни:
- Бежин Луг
- Богачёвка
- Большая Сальница
- Большие Борзенки
- Большое Кондаурово
- Васильевское
- Велевашево
- Воробьёвка (ныне не существует)
- Вязовна
- Гвоздево
- Глаголево
- Дьяково
- Жерлово-Григорьево
- Жерлово-Лукино
- Жерлово-Петрово
- Кальна
- Каратеево
- Козловка
- Костомарово-Юдино
- Красная Горка
- Красное Тургенево
- Круговая
- Лапино
- Липицы
- Лобаново
- Лунино
- Малая Рябая
- Малая Сальница
- Малое Кондаурово
- Малое Шеламово
- Мошерово
- Натаровка
- Никольское
- Овсянниково
- Петровское
- Распопово
- Русино
- Сальница-Слободка
- Санталово
- Семендяй
- Снежедь
- Сухотиновка
- Тургенево
- Чаплыгино
- Черемисино
- Черемушки

посёлки:
- Живой Ключ
- Жизнь
- Красный Холм
- Новосёлок
- Революции
- Снежедь
- Ясное Утро

сёла:
- Ветрово
- Костомарово
- Полтево
- Стекольная Слободка
- Троицкое-Бачурино
- Тшлыково

хутора:
- Дача Рог
- Заводской
- Цветной

## Достопримечательности
- Церковь Введения во храм Пресвятой Богородицы (Тургенево)
- Церковь Троицы Живоначальной (Троицкое-Бачурино)
- Церковь Тихвинской иконы Божией Матери (Тшлыково)

## Знаменитые люди
- Демидов, Александр Александрович (1915—1988) — советский солдат, участник Великой Отечественной войны, Герой Советского Союза. Родился и жил в с. Полтево.
- Ефремов Константин Лукич (1910—1943) — советский разведчик. Родился на хуторе Заводской.
- Зайцев Михаил Митрофанович (1923—2009) — советский военачальник, генерал армии, Герой Советского Союза. Родился на хуторе Заводской.